# Почесьле
Почесьле (пол. Pocześle) — село в Польщі, у гміні Юзефув-над-Віслою Опольського повіту Люблінського воєводства.
Населення — 131 особа (2011).

## Демографія
Демографічна структура станом на 31 березня 2011 року:
|          | Загалом | Допрацездатний вік | Працездатний вік | Постпрацездатний вік |
| -------- | ------- | ------------------ | ---------------- | -------------------- |
| Чоловіки | 61      | 16                 | 39               | 6                    |
| Жінки    | 70      | 14                 | 42               | 14                   |
| Разом    | 131     | 30                 | 81               | 20                   |